# Bohóc a falon
A Bohóc a falon egy Sándor Pál által 1967-ben rendezett magyar filmszatíra.

## Története
Három tizenéves fiú a szakadó nyári zápor elől egy épülő balatoni villába menekül. A háziak váratlanul megérkeznek, a fiúk pedig egy apró, ablaktalan helyiségbe húzódnak, ahonnan ketten kimásznak egy szellőzőnyíláson. Kikinek azonban nem sikerül lelépnie, és míg a „nem praktikus lyukban” ragadva kiszabadulására vár, szeme előtt élete reális és irreális képei elevenednek meg: a nagykorúvá válás nyomasztó felelőssége, az első félszeg udvarlási kísérlet emlékei, a felnőttek világa elleni heves lázadás, polgárpukkasztó viselkedés, a stoppolás a Balatonra, a megszeppent szembesülés a zord vihar képében közelítő nagybetűs élettel – és saját halálával. Másnap reggel a háziak fürödni mennek a Balatonra, így András és Péter vissza tud jönni a házba; felébresztik Kikit, hogy hármasban induljanak folytatni a féktelen nyaralást.

## Forgatási helyszínek
Budapest, Veszprém, Balatonalmádi, Budaörs, Bicske, Hatvan, Fehérvárcsurgó, Méntelekpuszta, Kecskemét, Békéscsaba, Balatongyörök.

## Díjai
- Karlovy Vary-i Nemzetközi Filmfesztivál, 1968: a zsüri különdíja[2]
- Chicagói Nemzetközi Filmfesztivál(wd), 1968: a legjobb ifjúsági film
- 4. Magyar Játékfilmszemle, Pécs, 1968: operatőri díj
- Magyar Filmkritikusok Díja, 1969: operatőri díj
- Phnom Pehn-i Nemzetközi Filmfesztivál, 1969: oklevél[3]